# Marcus Antonius Coccius Sabellicus
Pour les articles homonymes, voir Marcus Antonius.
Marcus Antonius Coccius Sabellicus (1436, Vicovaro, États pontificaux – 19 avril 1506) né Marco Antonio Coccio ou Cocci, dit Sabellico, et connu sous le nom de Marc-Antoine (Cocce) Sabelic en français, est un historien italien du XVe siècle.

## Biographie
Marcus Antonius Coccius Sabellicus naquit en 1436 à Vicovaro, dans la campagne de Rome, sur les confins de l’ancien pays des Sabins, ce qui lui fit substituer à son nom de Coccio celui de Cocceius Sabellicus. Son père était forgeron. Il était élève de Giulio Pomponio Leto et fut appelé, en 1475, à Udine, comme professeur d’éloquence. Il le fut, en la même qualité, à Venise, en 1484. La peste l’obligea, peu de temps après, de se retirer à Vérone ; et ce fut là que, dans l’espace de quinze mois, il écrivit en latin les trente-trois livres de son Histoire vénitienne ; il les publia en 1487 ; et la République en fut si contente qu’elle lui assigna, par décret, une pension annuelle de deux cents sequins et le nomma en même temps curateur de la Bibliothèque marcienne, place qui jusqu’alors n’avait été confiée qu’aux plus grands dignitaires de l’État. Sabellicus, par reconnaissance, ajouta à son histoire quatre livres qui n’ont jamais vu le jour. Il publia, de plus, une description de Venise en trois livres, un dialogue sur les magistrats vénitiens et deux poèmes en l’honneur de la République. Ces travaux et les distinctions qu’ils lui procurèrent ne l’empêchèrent point de composer beaucoup d’autres ouvrages. Le plus considérable est celui qu’il intitula Rapsodie des histoires, et qui est une histoire générale depuis la Création du monde jusqu’en 1503. Cette histoire est écrite avec la critique de ce temps-là et d’un style assez dépourvu d’élégance ; elle eut cependant un grand succès et valut à son auteur des éloges et des récompenses. Ses autres productions sont des discours, des opuscules moraux, philosophiques et historiques, et beaucoup de poésies latines ; le tout remplit quatre forts volumes in-folio. Sabellicus a encore donné des notes et des commentaires sur plusieurs anciens auteurs, tels Pline l'Ancien, Valère Maxime, Tite-Live, Horace, Justin, Florus et quelques autres. Malgré le succès de son histoire de Venise, il faut avouer, et il avoue lui-même qu’il a trop suivi des annales qui n’étaient pas toujours d’une grande autorité ; il ne connut point celles de l’illustre doge Andrea Dandolo, dépôt le plus authentique et le plus ancien de l’histoire des premiers temps de République. Cette négligence, à quelque cause qu’on veuille l’attribuer, et le peu de temps qui fut accordé à Sabellicus pour la rédaction de son ouvrage sont les principales causes du peu de confiance qu’il mérite, à raison des nombreuses erreurs qui y ont été relevées. Il mourut à Venise, après une maladie longue et douloureuse, le 19 avril 1506, à soixante-dix ans. Dans le recueil des Storici Veneziani, publié par Apostolo Zeno, on trouvera une Vie de Sabellicus à la tête de son histoire.

## Œuvres
- De vetustate Aquileiæ et Foriiulii, libri 6 (1482)
- Historiæ rerum Venetarum, ab urbe condita ad obitum ducis Marci Barbadici, en 33 livres (Venise, 1487). Cette histoire de Venise fut continuée par Pietro Bembo. Il en existe deux traductions en italien : l’une de Matteo Visconti di San Canciano, imprimée vers l’année 1507, in-fol., très-rare, ne contenant que les trente premiers livres ; l’autre par Ludovico Dolce, publiée la première fois à Venise, en 1534.
- Annotationes in Plinium (Venise, 1487)
- De Venetis magistratibus (1488)
- Rhapsodiæ historiarum, enneades, ibid. 1498 et 1504, in-fol. Chacune de ces ennéades contient neuf livres. Sabellicus en publia sept, ou soixante-trois livres, en 1498 et trois autres ennéades, et deux livres de plus en 1504, en tout quatre-vingt-douze livres.
- Opera (Venise, 1502)
  - De situ Venetiæ urbis, en 3 livres
  - Epistolarum familiarum, en 12 livres
  - Orationes, en 12 livres
  - De munitione sontiaca
  - De cæde Sontiaca
  - De prætoris officio
  - De latinæ linguæ reparatione, en 2 livres
  - De officio scribæ
  - Poemata
  - Genethliacum Venetæ urbis
  - De apparatu Venetæ urbis poema 
  - De Vicetiæ ortu & uetustate 
  - De Italiæ tumultu 
  - De Coriolani luctu 
  - De incendio carnico 
  - De barionæ Cymba 
  - De Hunnii origine 
  - De inventoribus artium 
  - De laudibus Deiparæ Virginis elegiæ XIII
- De memorabilibus factis dictisque, Exempla, en 10 livres (1507)